# Panamerikanische Spiele 2019/Leichtathletik – 800 m der Männer

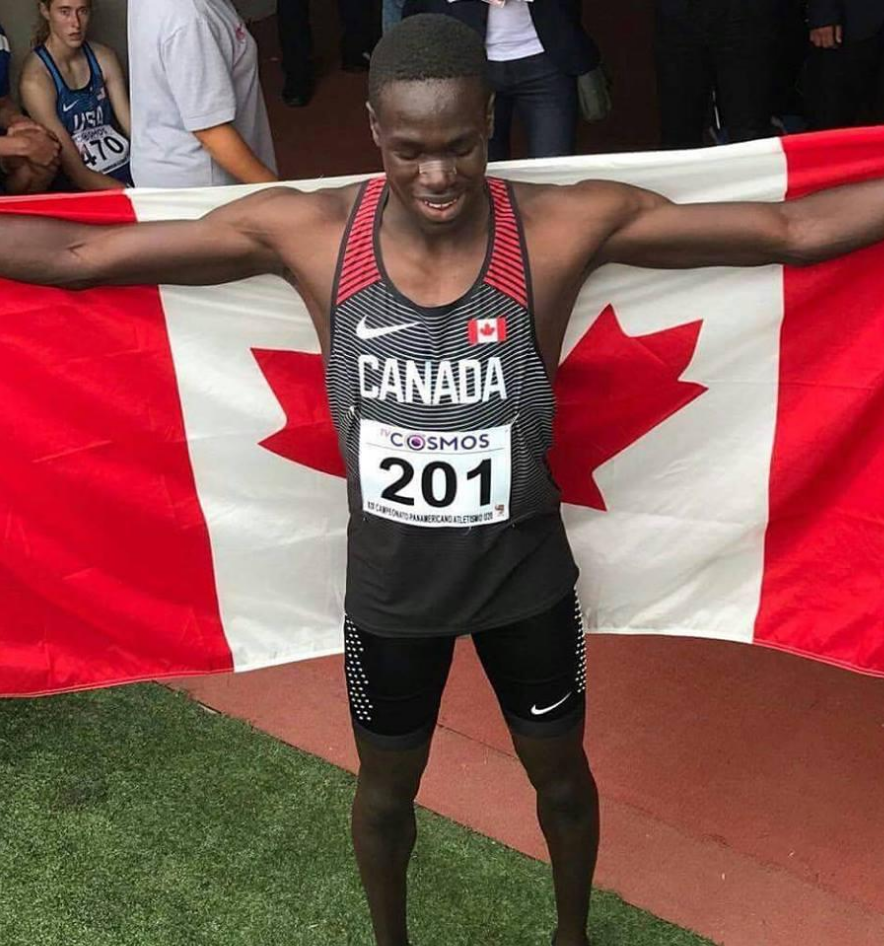
Der Sieger Marco Arop (2017)

Der 800-Meter-Lauf der Männer bei den Panamerikanischen Spielen 2019 fand am 9. und 10. August im Villa Deportiva Nacional in der peruanischen Hauptstadt Lima statt.
13 Läufer aus zehn Ländern traten zu den Läufen an. Die Goldmedaille gewann Marco Arop nach 1:44,25 min, was auch ein neuer Rekord der Panamerikanischen Spiele war. Silber ging an Wesley Vázquez mit 1:44,48 min und die Bronzemedaille gewann Ryan Sánchez mit 1:45,19 min.

## Rekorde
Vor dem Wettbewerb galten folgende Rekorde:
| Weltrekord        | David Rudisha | 1:40,91 min | Olympische Spiele in London, Vereinigtes Königreich  | 9. August 2012 |
| Rekord der Spiele | Yeimer López  | 1:44,58 min | Panamerikanische Spiele in Rio de Janeiro, Brasilien | 28. Juli 2007  |

## Halbfinale
Aus den zwei Halbfinalläufen qualifizierten sich die jeweils drei Ersten jedes Laufes – hellblau unterlegt – und zusätzlich die zwei Zeitschnellsten – hellgrün unterlegt – für das Finale.

### Lauf 1
9. August 2019, 15:50 Uhr
| Platz | Bahn | Athlet              | Land        | Zeit (min) |
| ----- | ---- | ------------------- | ----------- | ---------- |
| 1     | 3    | Wesley Vázquez      | Puerto Rico | 1:48.38    |
| 2     | 4    | Marco Arop          | Kanada      | 1:48,71    |
| 3     | 9    | Jelssin Robledo     | Kolumbien   | 1:49,51    |
| 4     | 5    | Alejandro Peirano   | Chile       | 1:49,99    |
| 5     | 6    | James Jauavney      | Jamaika     | 1:50,38    |
| 6     | 7    | Dage Minors         | Bermuda     | 1:50,68    |
|       | 8    | Jesús Tonatiú López | Mexiko      | DNF        |

### Lauf 2
9. August 2019, 16:00 Uhr
| Platz | Bahn | Athlet                  | Land               | Zeit (min) |
| ----- | ---- | ----------------------- | ------------------ | ---------- |
| 1     | 6    | Bryce Hoppel            | Vereinigte Staaten | 1:48,04    |
| 2     | 7    | Ryan Sánchez            | Puerto Rico        | 1:48,62    |
| 3     | 9    | Marco Vilca             | Peru               | 1:49,49    |
| 4     | 4    | Lucirio Antonio Garrido | Venezuela          | 1:49,51    |
| 5     | 5    | Rafael Muñoz            | Chile              | 1:50,03    |
| 6     | 8    | Jorge Montes            | Mexiko             | 1:50,47    |

## Finale
10. August 2019, 14:55 Uhr
| Platz | Bahn | Athlet                  | Land               | Zeit (min) |
| ----- | ---- | ----------------------- | ------------------ | ---------- |
|       | 5    | Marco Arop              | Kanada             | 1:44,25 PR |
|       | 4    | Wesley Vázquez          | Puerto Rico        | 1:44,48    |
|       | 6    | Ryan Sánchez            | Puerto Rico        | 1:45,19    |
| 4     | 7    | Bryce Hoppel            | Vereinigte Staaten | 1:47,48    |
| 5     | 2    | Marco Vilca             | Peru               | 1:47,65 PB |
| 6     | 9    | Jelssin Robledo         | Kolumbien          | 1:47,98    |
|       | 3    | Alejandro Peirano       | Chile              | DNF        |
|       | 8    | Lucirio Antonio Garrido | Venezuela          | DNS        |